# The World of My 17
The World of My 17 (hangul: 소녀의 세계, RR: Sonyeoui Segye, también conocida como A Girl’s World), es una serie web surcoreana transmitida del 22 de abril del 2020 hasta el 14 de enero de 2022 por medio de Naver TV Cast.
La serie es una adaptación del webtoon "Odd Girl Out" de Morangg (모랑그).
En agosto de 2021 se anunció que la serie había sido renovada para una segunda temporada, la cual sería estrenada el 15 de diciembre de 2021 a través de Naver TV y VLive, y el 29 de diciembre del mismo año en el canal de YouTube de tvN D STUDIO.

## Historia
El drama, es una historia realista y sincera sobre la amistad y el crecimiento de un grupo de estudiantes de secundaria de 17 años, quienes pasan por decepciones y recuerdos preciosos a medida que crecen juntas, aprendiendo a convertirse en verdaderas amigas.
Oh Na-ri, es una joven estudiante de primer año de preparatoria cuyo sueño es el de tener una vida escolar normal y está decidida a lograr que sus años en la escuela sean tan buenos como sea posible. Aunque se siente segura después de haber perdido peso con éxito, se le dificulta hacer amigas debido a su bajo autoestima, ya que no se considera bonita. En un intento por aumentar su confianza, Na-ri se embarca en un proceso para mejorarse a sí misma y pronto se encuentra rodeada de un grupo de leales y sinceras amigas conformado por Im Yoo-na, Seo Mi-rae y Lim Seon-ji.
Por otro lado, Im Yoo-na es la elegante y atractiva amiga de la infancia de Na-ri. Es el tipo de joven con la que todos los chicos quieres salir y las chicas anhelan poder ser en secreto. Aunque lo tiene todo, ya sea desde apariencia, inteligencia o antecedentes familiares, no soporta a la gente falsa, por lo que desconfía de los demás y le cuesta crear nuevas amistades. Aunque al inicio considera a Na-ri como su única verdadera amiga, poco a poco también comienza a confiar y crear lazos duraderos con Mi-rae y Seon-ji.
Mientras tanto Seo Mi-rae, es una popular estudiante entre sus compañeros de clases. Aunque está ocupada como aprendiz de ídolo, siente curiosidad por Na-ri después de darse cuenta de cuánto admiraba a Yoo-na, por lo que pronto se hacen amigas.
Finalmente, Lim Seon-ji es una joven que parece inocente e insegura pero que en realidad está dispuesta a defender a sus amigas cuando se encuentran en problemas.
Agradecidas por la amistad que han encontrado, las cuatro amigas pronto se vuelven inseparables. Con los lazos de la verdadera amistad cada día más fuertes, encuentran el valor para enfrentar juntas los obstáculos de la vida.

## Reparto

#### Personajes principales
| Actor                  | Personaje     | Temporadas | N.º de episodios | Notas |
| ---------------------- | ------------- | ---------- | ---------------- | --- |
| Hwang Bo-reum-byeol    | Im Yoo-na     | 1-2        | 12               | Es una estudiante y la amiga de la infancia de Oh Na-ri. Aunque parece fría, en realidad se preocupa mucho por sus amigas. No soporta a la gente falsa, por lo que, cuando descubre que Yoo Jin-hyuk había estado engañando a Na-ri, lo confronta. |
| Han Chae-kyung         | Seo Mi-rae    | 1-2        | 12               | Es una estudiante y aprendiz de ídol. |
| Arin Choi Ye-na        | Oh Na-ri      | 1 2        | 12 -             | Es una estudiante adorable que se encuentra en una encrucijada entre su primer amor, una amistad que pensó que duraría para siempre, y sus sueños sobre su futuro.                                                                                 |
| Kim Do-ah Jihan (지한) | Lim Seon-ji   | 1 2        | 12 -             | Es una estudiante inocente que experimenta los problemas ordinarios de los adolescentes mientras trabaja a tiempo parcial en la panadería de la familia Oh Na-ri.                                                                                  |
| Lee Won-jung           | Kwon Seung-ha | 2-         | -                | Es el mejor amigo de Oh Na-ri y el presidente de la clase. Aunque siempre está molestando a Na-ri, en realidad se siente atraído por ella. |

#### Personajes recurrentes
| Actor         | Personaje      | Temporadas | N.º de episodios | Notas |
| ------------- | -------------- | ---------- | ---------------- | --- |
| Kwon Hyun-bin | Jung Woo-kyung | 1-2        | -                | Es un atractivo estudiante y el mejor amigo de Seo Mi-rae, aunque ambos tienen sentimientos por el otro, no se atreven a revelarlo, sin embargo más tarde comienzan a salir. |
| Yoo Seon-ho   | Joo Chan-yang  | 2          | -                | Es un nuevo, atractivo y popular estudiante. Aunque es tranquilo y algo excéntrico, comparte muchas preferencias que Oh Na-ri. |
| Ryeoun        | Yoo Jin-hyuk   | 1          | -                | Es un compañero de clases de Oh Na-ri, quien aparenta ser un joven agradable y estar enamorado de Na-ri, pero que en realidad sólo la está engañando ya que busca acercarse a Im Yoo-na de quien está enamorado. Cuando Na-ri descubre la verdad queda destrozada y cuando Yoo-na se entera lo confronta y le dice que no está interesada en él. |
| Kim Seo-an    | Kim Soo-bin    | 1          | -                | Es una compañera de clases de Oh Na-ri. |
| Kim Sul-hwa   | Choi Young-eun | 1          | -                | Es una compañera de clases de Oh Na-ri. |
| Jo Ah-young   | Yang Mi-jung   | 1          | -                | Es una compañera de clases de la escuela secundaria de Oh Na-ri. |
| Kim Da-som    | Jin Ye-seul    | 1          | -                | Es una compañera de clases de la escuela secundaria de Oh Na-ri. |
| Nam Dae-jung  | Lee Seung-joon | 1          | -                | |

## Episodios
La serie está conformada por 2 temporadas:
- La primera temporada serie estuvo conformada por 12 episodios, los cuales fueron emitidos todos los miércoles y viernes a las 19:00pm dentro del huso horario de Corea del 22 de abril de 2020 al 29 de mayo del mismo año.
- La segunda temporada también estará conformada por 12 episodios, los cuales fueron transmitidos todos los miércoles a través de Naver TV Cast y VLive a partir del 15 de diciembre de 2021.

## Música
El OST de la serie está conformado por las siguientes canciones:

### Primera temporada

#### Parte 1
| No. | Intérpretes     | Canción                    | Letra | Música | Duración |
| --- | --------------- | -------------------------- | ----- | ------ | -------- |
| 1   | NATURE (네이처) | "Oh My Gosh" (소녀의 세계) | -     | -      | -        |
| 2   |                 | "Oh My Gosh" (Inst.)       | -     | -      | -        |

#### Parte 2
| No. | Intérprete    | Canción                                                    | Letra | Música | Duración |
| --- | ------------- | ---------------------------------------------------------- | ----- | ------ | -------- |
| 1   | J_ust (그_냥) | "What Are You Doing This Evening?" (오늘 이따 저녁에 뭐해) | -     | -      | -        |
| 2   |               | "What Are You Doing This Evening?" (Inst.)                 | -     | -      | -        |

#### Parte 3
| No. | Intérprete    | Canción                | Letra | Música | Duración |
| --- | ------------- | ---------------------- | ----- | ------ | -------- |
| 1   | Baek A (백아) | "This World" (이 세계) | -     | -      | -        |
| 2   |               | "This World" (Inst.)   | -     | -      | -        |

#### Parte 4
| No. | Intérprete            | Canción             | Letra | Música | Duración |
| --- | --------------------- | ------------------- | ----- | ------ | -------- |
| 1   | VIINI (Kwon Hyun-bin) | "Friends" (너의 편) | -     | -      | -        |
| 2   |                       | "Friends" (Inst.)   | -     | -      | -        |

#### Parte 5
| No. | Intérprete        | Canción                    | Letra | Música | Duración |
| --- | ----------------- | -------------------------- | ----- | ------ | -------- |
| 1   | Do-ah (Kim Do-ah) | "I Like You" (니가 좋아져) | -     | -      | -        |
| 2   |                   | "I Like You" (Inst.)       | -     | -      | -        |

## Producción
La serie web está basada en el popular webtoon "Odd Girl Out" de Morangg (모랑그).
El drama también es conocido como "Odd Girl Out", "Girl's World", "A Girl's World", "The World of My Seventeen" y/o "The World of Girl".
La dirección de la primera temporada estuvo a cargo de Choi Sun-mi (최선미), quien contó con el apoyo de los guionistas Sun-mi y Yoon Si-so (윤시소). La segunda temporada fue dirigida por Jung Jong-hoon (정종훈), mientras que el guion estará en manos de Kwon Do-hee (권도희).
La primera lectura del guion de la primera temporada fue realizada en 2020.
El 10 de agosto de 2021, se anunció que el drama tendría una segunda temporada, la cual sería estrenada en diciembre del mismo año.
La serie es distribuida a través de tvN D STUDIO, VLive, Youtube y Naver TV.